# لاگوآ دو پدراس
لاگوآ دو پدراس (به پرتغالی: Lagoa de Pedras) یک منطقهٔ مسکونی در برزیل است که در ریو گرانده شمالی واقع شده‌است. لاگوآ دو پدراس ۷٬۵۸۴ نفر جمعیت دارد.